# Beauty and the Beast (Disney)
Beauty and the Beast è una canzone scritta dal paroliere Howard Ashman e dal compositore Alan Menken per il film d'animazione Disney, Beauty and the Beast del 1991. La canzone del film, la ballad ispirata a Broadway, è stata registrata per la prima volta dall'attrice angloamericana Angela Lansbury, presente nel film in cui diede la voce al personaggio di Mrs. Bric, e descrive essenzialmente la relazione tra i suoi due protagonisti, Belle e la Bestia, in particolare racconta come la coppia abbia imparato ad accettare le loro differenze e a cambiarsi a vicenda per migliorare. I testi della canzone implicano che il sentimento di amore è senza tempo e senza età come un "racconto vecchio come il tempo". L'interpretazione della Lansbury si può ascoltare durante la famosa sequenza di ballo tra Belle e la Bestia, mentre una versione corale accorciata viene suonata nelle scene finali del film, e il motivo della canzone è spesso presente in altri pezzi della colonna sonora di Menken. Lansbury inizialmente esitò nel registrare Beauty and the Beast perché sentiva che era inadatto per la sua voce canora invecchiata, ma alla fine completò la canzone in una sola ripresa.
Beauty and the Beast è stato successivamente registrato come duetto pop dalla cantante canadese Céline Dion e dal cantante americano Peabo Bryson e pubblicato come unico singolo dalla colonna sonora del film, il 25 novembre 1991. La Disney reclutò per la prima volta solo la Dion per registrare una versione radio del brano per la promozione del film. Tuttavia, lo studio era preoccupato che l'allora nuova arrivata sul panorama musicale americano (Céline Dion) non avrebbe attratto da solo un largo pubblico negli Stati Uniti, così fu assunto anche Bryson, artista più famoso rispetto alla sua compagna di duetto. All'inizio la Dion si dimostrò riluttante a registrare Beauty and the Beast perché era stata appena scartata dalla registrazione della sigla del film d'animazione Fievel conquista il West (1991). Il primo ascolto della canzone avvenne durante i titoli di coda del film; il singolo fu prodotto da Walter Afanasieff, anche arrangiatore insieme a Robbie Buchanan e incluso nell'album omonimo di Céline Dion. Il brano fu accompagnato da un videoclip musicale diretto da Dominic Orlando, che unì le riprese dei cantanti che registrarono la canzone a The Power Station Studios a degli estratti del film.
Entrambe le versioni di Beauty and the Beast ottennero molto successo, venendo premiate sia con un Golden Globe sia con un Academy Award per la Miglior canzone originale, e anche con due Grammy Award nelle categorie: Miglior canzone scritta per un film, televisione o altri media audio-visivi e Migliore performance pop vocale di un duo o gruppo. Il singolo è stato anche candidato ai Grammy Award nelle categorie Registrazione dell'Anno e Canzone dell'Anno. La performance di Lansbury fu universalmente lodata dai critici cinematografici e musicali. Mentre la versione di Dion-Bryson ricevette delle recensioni contrastanti da parte della critica, la quale riteneva che fosse inferiore all'originale cantata da Angela Lansbury. Il singolo divenne un successo commerciale, raggiungendo la numero nove della Billboard Hot 100 e diventando il più noto tra le due interpretazioni. Oltre a restituire le canzoni Disney alle classifiche pop dopo un'assenza di trent'anni, il successo di Beauty and the Beast lanciò anche la carriera della Dion sul mercato statunitense e internazionale, consolidandola come artista di alto successo commerciale. Beauty and the Beast divenne la prima canzone Disney a subire una completa trasformazione pop, infatti diversi artisti contemporanei furono ispirati a rilasciare le proprie interpretazioni radiofoniche delle canzoni Disney nel corso del decennio. Considerata tra le canzoni migliori e più popolari della Disney, Beauty and the Beast è stata cantata da numerosi artisti. Nel 2004 l'American Film Institute ha riconosciuto Beauty and the Beast come una delle più grandi canzoni della storia del cinema, classificandola al 62º posto.
La canzone è anche presente nell'adattamento live-action del 2017; cantata da Emma Thompson nei panni di Mrs. Bric durante il film e anche come nuova versione interpretata in duetto da Ariana Grande e John Legend, presente nei titoli di coda. La versione della canzone di Grande e Legend è un omaggio ai due artisti principali del brano, Céline Dion e Peabo Bryson.

## Scrittura e registrazione del brano

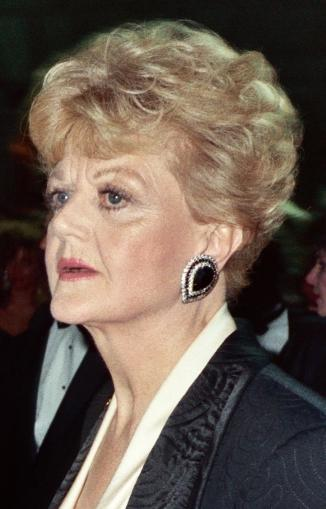
All'inizio l'attrice inglese Angela Lansbury fu titubante a registrare Beauty and the Beast perché era stata scritta in uno stile rock insolito; alla fine registrò la canzone in una sola ripresa.

I testi di Beauty and the Beast sono opera del paroliere Howard Ashman mentre la musica fu scritta dal compositore Alan Menken nel 1990. Con l'intento che la canzone fosse "all'altezza della semplicità", gli autori furono molto influenzati dalla musica di Broadway. A causa della cattiva salute di Ashman, alcune delle pre-produzioni di Beauty and the Beast furono trasferite in un hotel a Fishkill, New York, vicino alla residenza di Ashman per ospitarlo. Di tutte le canzoni che scrisse per La bella e la bestia, Menken dedicò il maggior tempo possibile alla title track. La traccia fu registrata per la prima volta dall'attrice anglo-americana Angela Lansbury, che nel film dà la voce al personaggio di Mrs. Bric, una teiera incantata. Gli autori per la prima volta presentarono il brano alla Lansbury come registrazione demo, accompagnata da una nota e chiedendole se poteva essere interessata a cantarla. Sebbene fosse un'attrice cinematografica e un'attrice di teatro, che aveva già cantato per la Disney nel film musical Pomi d'ottone e manici di scopa (1971), la Lansbury, che era più abituata a cantare in uptempo, fu riluttante a registrare la ballad a causa del suo stile rock insolito. Anche se il brano le piaceva anche Angela era preoccupata che la sua voce canora invecchiata non fosse più abbastanza forte da registrare Beauty and the Beast, ed era particolarmente preoccupata di dover sostenere le sue note più lunghe. L'attrice suggerì che i cantautori chiedessero a qualcun altro di cantare il tema del film, ma insistettero sul fatto che lei "cantava la canzone nel modo in cui l'avevano immaginata".
Il 6 ottobre 1990, Beauty and the Beast fu registrata in uno studio a New York da un'orchestra dal vivo perché gli autori preferirono che tutti gli artisti e i musicisti registrassero insieme opponendosi alla separazione dei cantanti dagli strumentisti. Il giorno della sessione di registrazione programmata, il volo di Lansbury fu ritardato a causa di una bomba, che provocò un atterraggio di emergenza a Las Vegas. Ignari della sua permanenza per diverse ore, i filmmaker iniziarono a pianificare di riprogrammare la sessione ma la Lansbury finalmente telefonò allo studio una volta arrivata sana e salva a New York. Per volere di uno dei registi, Angela Lansbury registrò un demo della canzone da utilizzare nel caso in cui nessun'altra attrice fosse disponibile a cantarla per suo conto, o nessun personaggio diverso da Mrs. Bric sarebbe stato ritenuto adatto. In definitiva, la Lansbury registrò la sua versione in una sola ripresa, che fu poi utilizzata nel film. Il produttore Don Hahn ricordò che l'attrice "ha semplicemente cantato Beauty and the Beast dall'inizio alla fine e l'ha inchiodata, abbiamo raccolto un paio di righe qua e là, ma in sostanza quello è ciò che abbiamo usato per il film". La performance di Angela Lansbury commosse tutti quelli che erano presenti nello studio di registrazione al momento delle lacrime. Nel frattempo, i crediti dell'attrice che registrò la canzone in definitiva l'aiutarono a ottenere ulteriori punti di vista sul ruolo di Mrs. Bric nel film.
Alcuni dei testi di Ashman dal 1991 furono reintegrati per il live-action del 2017.

## Animazione della sequenzaBeauty and the Beaste della sala da ballo
La scena del film La bella e la bestia nella quale si ascolta la canzone è il momento in cui i veri sentimenti di Belle e la Bestia si sono finalmente affermati. Ambientato nella sala da ballo del castello della Bestia, Beauty and the Beast viene interpretato dal personaggio Mrs. Bric, una teiera incantata, che a metà del film spiega il sentimento dell'amore, al suo giovane figlio Chicco, una tazzina anch'essa incantata, riferendosi all'emozione come "una storia antica come il tempo" (a tale as old as time). Secondo Armen Karaoghlanian di Interiors, "Belle familiarizza la Bestia con il valzer e non appena si sente a suo agio, la muove con grazia sul pavimento". In seguito, la canzone continua a suonare strumentalmente mentre Belle e la Bestia si appartano sul balcone per continuare la conversazione. Ritenuto da Entertainment Weekly "il fulcro che unisce Belle e la sua Bestia", la sequenza offre uno spaccato della psiche di entrambi i personaggi. Dal punto di vista della Bestia, è il momento in cui si rende conto che vuole confessare a Belle i suoi veri sentimenti che nutre per lei e "decide di voler dire a Belle di essere innamorato di lei". Nel frattempo, Belle inizia a innamorarsi del suo rapitore. Scrivendo per The Globe and Mail, Jennie Punter recensì la sequenza del ballo come la scena in cui "il romanticismo finalmente sboccia". Il critico cinematografico Ellison Estefan, scrivendo per Estefan Films, crede che la sequenza sia responsabile di "aggiungere un'altra dimensione ai personaggi che continuano a innamorarsi profondamente." Spiegando il ruolo della canzone nel film, il regista Kirk Wise descrisse la scena come "il culmine della loro relazione", mentre il produttore Don Hahn lo fissò come "il momento del legame del film quando i due personaggi principali si riuniscono finalmente". La scena era stata a lungo immaginata come avente un aspetto più live-action rispetto al resto del film, un'idea che ebbe origine dagli artisti della storia, Brenda Chapman e Roger Allers, che furono i primi a suggerire che la sala da ballo fosse costruita usando il computer. Come produttore esecutivo del film, l'ex capo della divisione cinematografica della Disney Jeffrey Katzenberg ha ricordato che ha iniziato a lavorare sul film decidendo quale sarebbe stato il suo momento "wowie", ovvero "il momento nel film in cui vedi cosa c'è sullo schermo e vai, 'Wow-IEE'"; questo alla fine divenne la sequenza da ballo del film. Secondo Hahn, la scena fu concepita dal desiderio dei cineasti di manipolare la telecamera per "trascinare" il pubblico. Allers e Chapman concepirono l'idea della sala da ballo per fornire ai personaggi un'area in cui soffermarsi, e sono stati sorpresi dalla quantità di libertà artistica fornita dagli animatori, che hanno accettato di adattarsi ai cambiamenti di prospettiva che avrebbero risultato dalla telecamera in movimento. Mentre Allers decise di alzare la cinepresa per vedere la coppia che ballava dal lampadario in testa, Chapman decise di ruotare la cinepresa attorno alla gonna di Belle mentre la coppia ballava. In una recensione della rivista Interiors, viene descritta la tecnica usata per la scena del ballo:
(Armen Karaoghlanian di Interiors)
Considerato come un esempio di "un uso pronunciato dell'altezza e del movimento verticale in scene e ambientazioni, nel movimento di una telecamera virtuale ... e nelle azioni dei personaggi" dall'autore di Epics, Spectacles and Blockbusters: A Hollywood History, Sheldon Hall, Beauty and the Beast è stato uno dei primi lungometraggi animati ad usare immagini generate al computer, che sono esposte in modo prominente in tutta la "complessa" sequenza del ballo del film. Su Light Science: Physics and the Visual Arts, Thomas D. Rossing ritiene che i registi mirassero a raggiungere "una prospettiva in movimento che avrebbe seguito i ballerini nella stanza, dando espressione visiva alle emozionanti emozioni della scena." Il supervisore CGI Jim Hillin fu assunto da Hahn per supervisionare il design della grafica della scena. Tuttavia, poiché il mezzo di animazione al computer era così poco familiare ai registi dell'epoca, a un certo punto considerarono che Belle e la Bestia dovessero semplicemente danzare nell'oscurità totale - salvo per un singolo riflettore - se il progetto sarebbe fallto; si riferivano scherzosamente a questa idea come alla versione "Ice Capades".
Prima trasformato in un semplice cubo, i realizzatori utilizzarono i computer per progettare la sala da ballo come set di produzione, rendendolo il primo sfondo colorato generato a computer a grandezza naturale della storia. A differenza delle precedenti iniziative CGI della Disney, la sala da ballo de La bella e la bestia era un compito molto più dettagliato che richiedeva agli animatori di lavorare esclusivamente con i computer per comporre, animare e colorare la scena. Secondo Hillin, l'uso rivoluzionario dei computer consentiva una combinazione di illuminazione teatrale e prospettive "radicali", che alla fine introducevano tecniche di animazione dal vivo all'animazione. Per rendere la scena un "momento speciale" per i personaggi, è stata utilizzata una "macchina virtuale" per consentire agli animatori di creare l'illusione di tracciamento, panoramica e zoom che "stabiliscono l'umore" mentre aiuta il pubblico a sperimentare ciò che i personaggi stessi stanno vivendo. Imitando i colpi di tracciamento, la telecamera spesso si alza e si ingrandisce attorno alla coppia. La telecamera segue per la prima volta Belle e la Bestia mentre entrano nella sala da ballo prima della panoramica finché non torna a concentrarsi sui due personaggi. Nel suo libro Basics Animation 02: Digital Animation, l'autore Andrew Chong scrisse che "L'ampio movimento della telecamera con una prospettiva in continua evoluzione durante la sequenza del ballo era una composizione di elementi tradizionalmente disegnati per i personaggi con uno scenario animato digitalmente". Diversi computer animatori, artisti di layout, art director e artisti di sfondo hanno usato i loro sforzi combinati per raggiungere i risultati finali della scena; le dimensioni ufficiali della sala da ballo sono 72 piedi di altezza, 184 piedi di lunghezza e 126 piedi di larghezza. Lo spazio ospita anche 28 finestre e una cupola che misura 86 per 61 piedi; l'affresco della cupola è stato dipinto a mano prima di essere mappato su di essa mediante un computer; ogni elemento è stato accuratamente costruito individualmente. Timothy Wegner ha descritto il prodotto finito nel suo libro Image Lab come una "enorme ed elegante" sala da ballo in cui "le pareti sono decorate con modanature elaborate, colonne corinzie e centinaia di candele."
Scrivendo per Celluloid Combustibile, Jeffrey M. Anderson crede che "Gli animatori capirono che la nuova tecnologia non poteva essere usata per rappresentare gli esseri organici, quindi la usavano semplicemente per gli sfondi: la sala da ballo vorticosa e girevole durante il numero di danza". Inizialmente, Belle e la Bestia erano vagamente rappresentati da scatole animate al computer e "controfigure" a forma di uova per idealizzare la loro danza mentre la sala da ballo era ancora poco più di un frame "reticolato". Andrew Osmond, autore di 100 Animated Feature Films, descrisse questa rozza descrizione dei personaggi come "telai metallici che si muovono in staccato". I personaggi furono infine aggiornati a versioni "rigide, disegnati da linee" di se stessi. Dato che Belle e la Bestia sono così "interconnessi" durante questa scena, entrambi i personaggi sono stati animati esclusivamente dall'animatore supervisore di Belle, James Baxter; l'animatore supervisore della Bestia, Glen Keane, infine tracciò il lavoro di Baxter. Baxter si preparò per animare la scena studiando dei ballerini oltre a prendere lezioni di danza lui stesso. Durante tutto il film, Belle si muove con l'affluenza di una ballerina, il critico cinematografico del Los Angeles Times, Charles Solomon osservò che Belle sembra "più vivace e più bella" durante questa scena. A un certo punto, sia Baxter che Keane tracciarono la routine dei loro personaggi sotto la guida di un allenatore di danza professionista. Un software creato da Pixar chiamato CAPS (Computer Animation Production System) consentì agli animatori di dipingere Belle e la Bestia usando i computer in contrasto con il metodo più convenzionale e dispendioso in termini di tempo per dipingere a mano i personaggi animati. L'art director Brian McEntee suggerì una combinazione di colori blu e oro per i costumi dei personaggi durante un incontro notturno perché sentiva che questi colori fossero "irresistibili" e "regali". Aderendo allo schema di colore blu e oro della sala da ballo, il vestito da ballo in oro di Belle si integra perfettamente con il frac della Bestia, così come il colore della sala da ballo stessa, mentre l'abito blu royal della Bestia integra i suoi occhi, il cielo notturno, le tende e il pavimento piastrelle, al riguardo Julia Alexander di Movie Mezzanine scrisse che "L'eleganza dei loro costumi sullo sfondo di una sala dorata e un cielo stellato si aggiunge al romanticismo stravagante del film". L'intera sequenza richiese diversi mesi per completarla, molto più tempo rispetto a quello speso per la sincronizzazione della coppia tradizionalmente animata con l'ambiente circostante animato invece da computer, il quale sarebbe stato praticamente impossibile se i registi avessero deciso di utilizzare un metodo più tradizionale.
Quando è uscito La bella e la bestia, molti animatori rimasero colpiti dallo studio per aver "spinto la busta", mentre alcuni considerarono la scena come "un miserabile fallimento", accusando la nuova tecnologia usata di distrazione dal "momento". Descrivendo la scena come "un primo esperimento di animazione al computer", Josh Larsen di Larsen on Film osservò che la sequenza della sala da ballo presenta "la macchina fotografica che si muove dentro e intorno per fornire un senso di spazio espansivo che il 3-D non è ancora in grado di catturare." Nel suo libro The Beautiful Ache, l'autrice Leigh McLeroy scrisse che la scena rappresenta "uno di quegli strani momenti in cui l'amore si insinua contro ogni previsione e insiste a rimanere fermo". Il pubblico tende a ricordare la sequenza del ballo come "quella in cui Belle e la Bestia condividono una danza romantica mentre la videocamera filtra e gira intorno a loro". Angela Lansbury fu "stupita" quando vide per la prima volta la scena "enorme" e "unica". Nell'opinione di Chrispilot di Moviepilot, "la scena della sala da ballo rimane quella che simboleggia realmente la loro adorazione reciproca." IGN crede che "Anche se la trasformazione fisica della Bestia in un principe delle fiabe viene dopo, è l'incessante scena del ballo tra Belle e la Bestia che segna il completamento del suo cambiamento interiore - dall'irascibile recluso al suo vero amore."

## Interpretazione musicale e lirica
La versione cinematografica originale di Beauty and the Beast eseguita da Angela Lansbury è stata scritta in chiave Sol bemolle maggiore con un tempo "moderatamente lento" di 84 battiti al minuto (Andante), alla durata di due minuti e quarantasei secondi. Una canzone pop "eloquente" influenzata dal rock con una melodia "calma" e "cadenzata", Stephen Whitty di NJ.com descrisse Beauty and the Beast come una "ballad di Broadway". Il critico cinematografico Roger Ebert ha descritto la melodia della canzone come "ossessionante", mentre Lisa Schwarzbaum di Entertainment Weekly soprannominò la canzone come una "ninna nanna". L'autore di Disney Song Encyclopedia, Thomas S. Hischak descrisse la melodia di Menken come "fluente", mentre Aylin Zafar di BuzzFeed scrisse che la canzone è "tenera e calda". Scrivendo per il Chicago Tribune, Gene Siskel descrisse la voce di Lansbury, che si estende su due ottave da B ♭ 3 a E ♭ 5, come "riccamente strutturata". Nel frattempo, Michael Cheang di The Star e Bill Gibron di PopMatters scrissero che la Lansbury si è esibita usando un tono "calmo, materno" e "fragile". Strumentalmente, il brano presenta diversi cambi di accordi, legni, e violini. GamesRadar ha osservato che Beauty and the Beast include un cambiamento chiave durante il quale "la musica si gonfia, e poi l'orchestra si abbassa per lasciare solo violini tremanti". Descrivendo la ballad come "un'impennata", TV Guide ha confrontato Beauty and the Beast a Shall We Dance? dal musical The King and I.
RL Shaffer di IGN ha identificato Beauty and the Beast come una "ballad poetica strappalacrime". L'autore di Film Genere 2000: New Critical Essays, Wheeler W. Dixon crede che i testi della canzone riguardino l'implicita promessa di rigenerazione della coppia attraverso l'amore." 29 righe di lunghezza, che sono esattamente cinque sillabe, Beauty and the Beast è una canzone d'amore sulla trasformazione di una coppia da amici in" qualcosa di più ". I testi del tema del film "catturano l'essenza del film" descrivendo la relazione tra i due personaggi principali di Belle e Bestia, citando specificamente i modi in cui i due sono cambiati in meglio e infine come hanno imparato ad accettare le loro differenze ed errori. Secondo Jake Cole di Not Just Movies, la prima strofa inizia "sul serio, e la sottigliezza di esso ha l'effetto ironico di essere opprimente." Cominciando con la Lansbury che canta il testo "Tale as old as time, true as it can be" JoBlo.com ha scritto che la canzone "offre un sicuro segno di romanticismo tra la Bella e la sua Bestia". Nel frattempo, Songfacts crede che "il messaggio della canzone è che una coppia può essere "vecchia come il tempo", non importa quanto siano diversi". Secondo Chris Lucas di Moviepilot, i testi di Ashman descrivono "l'esitazione e la sorpresa della coppia di innamorarsi inaspettatamente" mentre l'autore Thomas S. Hischak scrive in Disney Song Encyclopedia che la canzone "riguarda come due timidi cuori si sono uniti nell'amore". Con la frase "Barely even friends, then somebody bends, unexpectedly" Gene Siskel del Chicago Tribune crede che la ballad "fa sì che tutti gli amanti guardino oltre i difetti dei loro partner e nei loro cuori" mentre Cole ha scritto, "Ashman va per la verità ... non sappiamo di essere innamorati finché non passiamo il tempo con qualcuno e le regolazioni non forzate fanno sì che i pezzi cadano in posizione." L'autrice di The Emperor's Old Groove: Decolonizing Disney's Magic Kingdom, Brenda Ayres, ha citato la canzone come un "indicatore che ha sviluppato un rapporto di potere reciproco tra Belle e la Bestia ... confermando la sua trasformazione, la sua legittimità e la loro potente unità." Secondo il sito web dei parolieri, Beauty and the Beast riassume il modo in cui "Belle doma la Bestia e trova il lieto fine che ha sognato". L'autore di The Meanings of "Beauty and the Beast": A Handbook, Jerry Griswold, crede che la linea di apertura della canzone "Tale as old as time" alluda al fatto che la storia di Belle è antica e senza tempo "volutamente situata nel contesto di altri racconti tradizionali"; la sua è semplicemente "l'ultima incarnazione" di essa. Nel suo libro The Translation of the Songs in Disney's "Beauty and the Beast": an example of Manipulatione, Lucía Loureiro Porto concorda sul fatto che, sebbene la canzone "non racconti nessuna storia, è fatta di frasi che implicano che l'amore è un sentimento antico quanto l'umanità". Secondo Perry Seibert di AllMovie, Beauty and the Beast è "tanto sdolcinato quanto Ashman ha mai avuto un paroliere". Seibert crede che la canzone "riconosca la sua banalità ... senza minimizzare o deridere la sua descrizione intrinsecamente dolce del vero amore." Riflettendo sulla morte di Ashman, Roger Moore del Chicago Tribune crede che la canzone "sia stata l'addio di Ashman all'amore, alla vita e all'immaginazione".

## Accoglienza

### Recensioni da parte della critica
Beauty and the Beast continua ad essere costantemente lodata sia dai critici cinematografici che musicali. Il critico cinematografico Janet Maslin del New York Times ha elogiato il tema, descrivendolo come "una ballad gloriosa" mentre sopprimeva Ashman e il "più grande trionfo" di Menken. Beliefnet definì la canzone "eccitante", mentre Hal Hinson del The Washington Post lo considera tra i migliori del film. Roger Moore del Chicago Tribune scrisse che Beauty and the Beast è una canzone "brillante" che "può spingerti a piangere", mentre James Berardinelli di ReelViews l'ha citato tra le canzoni più memorabili del film. Anthony Quinn di The Independent ha sottolineato che Beauty and the Beast è la miglior canzone del film, andando a lodare la "magnifica" performance della Lansbury, mentre Chris Hicks di Deseret News lo ha definito "bello". Simon Brew di Den of Geek ha particolarmente apprezzato il testo "agrodolce" e ha descritto la canzone "superba". Anche la performance vocale di Angela Lansbury è stata elogiata: Jaime N. Christley di Slant Magazine ha scritto che la Lansbury "consegna la melodia del titolo del film come gli affari di nessuno". Descrivendo la canzone come "bella", Gene Siskel di Chicago Tribune ha scritto che Beauty and the Beast è "interpretata in modo toccante dalla voce riccamente strutturata di Angela Lansbury". Allo stesso modo, Bill Gibron di PopMatters ha scritto "nel momento in cui la teiera trita di Angela Lansbury sale per cantare la titletrack, tutte le scommesse sull'asciutto sono disattivate". Lou Lumenick del New York Post ha scritto che Beauty and the Beast è stato "consegnato in modo indimenticabile da Angela Lansbury". Aylin Zara di BuzzFeed ha opinato che la versione della Lansbury è superiore al singolo, scrivendo:"Anche se la versione pop commerciale di Beauty and the Beast, cantata da Céline Dion e Peabo Bryson, è eccezionale, la versione cinematografica - interpretata da Angela Lansbury nei panni di Mrs. Bric - è ancora migliore. Tenera e calorosa ... rimorchia tutte le corde del cuore giuste per avere i tuoi occhi un po 'annebbiati." Rachael Monaco di AXS ha citato il verso "Tale as old as time. Tune as old as song. Bittersweet and strange. Finding you can change. Learning you were wrong. Certain as the sun rising in the East. Tale as old as time, song as old as rhyme, Beauty and the Beast" come migliore del tema del film. Su Entertainment Weekly Darren Franich, tuttavia, ha ammesso di preferire i brani Stia con noi e Belle rispetto a Beauty and the Beast.
(Janet Maslin del New York Times)
La sequenza della scena durante la quale Belle e la Bestia danzano sulle note di Beauty and the Beast continua ad essere lodata, specialmente per l'uso dell'animazione computerizzata con cui è stato realizzata. La prima volta che la sequenza musicale Beauty and the Beast è stata resa disponibile al pubblico, era nella forma di una scena incompiuta al New York Film Festival nel settembre 1991, a cui la Disney era stata invitata per presentare una versione incompleta del film che consisteva in gran parte in test a matita e storyboard non colorati. Janet Maslin del New York Times, apprezzò l'anteprima della scena da ballo ancora incompleta, scrivendo, "quando la radiosa visione de La bella e la bestia che ballano insieme, al suono della melodia argentea di Alan Menken e Howard Ashman, provoca un'emozione anche in questo forma schematica, quindi sia il potere che l'artificio dell'animazione si fanno sentire." Lisa Schwarzbaum di Entertainment Weekly incoronò la sequenza del film come "il fulcro". Scrivendo per il Seattle Times, Candice Russel descrisse la scena come un "highlight irresistibile", mentre Jennie Punter di The Globe and Mail definì la scena "gloriosa". David Parkinson di Radio Times identificò la sequenza del ballo come la scena in cui l'uso del CGI del film è "visto al meglio." Dave Kehr del Chicago Tribune elogiò sia l'artista di layout Lisa Keene sia gli sforzi combinati dell'animatore del computer Jim Hillin; mentre riguardò alla scena, la identificò come "l'ambientazione più impressionante del film ".
Quando il film fu ripubblicato in 3D nel 2012, Annlee Ellingson di Paste apprezzò il modo in cui la sequenza fu adattata, descrivendola come "positivamente vertiginosa". Mike Scott di The Times-Picayune chiamò la scena "meravigliosa" e "memorabile" che "si distingue ancora come uno dei film più abbaglianti", mentre Joanna Berry di The National ha scritto che "la sequenza della sala da ballo sembra ora brillare ancora di più." Sebbene la risposta di Todd Gilchrist di Boxoffice alla conversione 3D del film fosse complessivamente mista, il critico ammise che "le volte in cui gli animatori usano l'animazione del computer per rendere gli sfondi", anche durante "la sequenza di danza tra Belle e la Bestia ... è efficace, immersiva e forse anche memorabile." Contrariamente, Chris Hicks del Deseret News scrisse che "oggi, la sequenza della sala da ballo non sembra più fresca e nuova dopo tanti recenti sforzi 3D animati con il computer, ma ciò non diminuisce la potenza del suo splendido design." Sebbene James Berardinelli di ReelViews avesse in origine recensito la sequenza come "la migliore scena del film", sentiva che la conversione in 3D "diminuisce il romanticismo e l'emozione della danza da sala".
Per gli spettatori, al momento, gli effetti del computer in questa sequenza climatica erano sorprendenti. La sequenza della sala da ballo de La bella e la bestia "tematizzato come ballo da matrimonio" illustra una "prova nuziale" che contrappone il "presente" (animazione 3D) con il "passato" (animazione 2D) in un "matrimonio riuscito di carattere e ambientazione". The Studios After the Studios spiegano: "Questa fusione cronologica è stata essa stessa classificata dalla canzone della signora Mrs. Bric: trasforma un momento di novità industriale in equilibrio".

### Premi e riconoscimenti
Beauty and the Beast ha vinto diversi premi. La canzone è stata premiata con un Golden Globe Award alla miglior canzone originale ai 49° Golden Globe Award nel gennaio 1992. Nel marzo seguente il tema del film Disney vinse anche l'Academy Award alla migliore canzone originale al 64° Academy Award. Il premio fu per gli autori: Alan Menken (musica), Howard Ashman (testi) che era morto di AIDS il 14 marzo 1991, otto mesi prima dell'uscita del film. Menken ricordò e riconobbe Ashman nel suo discorso di accettazione, mentre ringraziava i cantanti Angela Lansbury, Céline Dion, Peabo Bryson e il produttore Walter Afanasieff per il loro contributo dato al brano. Il compagno di casa di Ashman, Bill Lauch, accettò il premio a suo nome. L'anno seguente, Beauty and the Beast ottenne due vittorie su otto nomination ai 35° Grammy Award, uno per la Miglior canzone scritta appositamente per un film o una televisione e uno per la Miglior interpretazione vocale di un duo o un gruppo ai due artisti, Céline Dion e Peabo Bryson. Una versione strumentale arrangiata e diretta da Richard S. Kaufman vinse il Grammy Award nel 1992 come Miglior performance strumentale pop. Questa interpretazione fu eseguita dalla Nurenberg Symphony Orchestra per l'album Symphonic Hollywood, etichetta della casa discografica Varèse Sarabande. La versione strumentale di James Galway eseguita dalla Galway Pops Orchestra e inserita nell'album Galway at the Movies fu candidata nel 1994 per il Grammy Award alla miglior performance strumentale pop.
L'American Film Institute ha classificato Beauty and the Beast al 62º posto della lista delle 100 migliori canzoni della storia del cinema. Beauty and the Beast è una delle sole quattro canzoni dei film d'animazione Disney ad essere apparsa nella lista. Quando BuzzFeed organizzò la classifica The Definitive Ranking Of The 102 Best Disney Songs, il tema de La bella e a bestia fu collocato alla numero quattro, mentre lo stesso sito web la classificò come la quinta più grande canzone d'amore della Disney. Allo stesso modo, Beauty and the Beast è la quarta canzone più grande della Disney secondo M. Il brano arrivò 14° nella classifica delle 30 migliori canzoni Disney nella storia stilata da GamesRadar. Nella lista dei Top 25 Disney Songs del suo sito web, IGN ha classificato Beauty and the Beast al 22º posto. Mentre Broadway.com la classificò la seconda più grande canzone Disney vincitrice di un Academy Award. Spin inserì Beauty and the Beast alla posizione numero 30 nella classifica Every Oscar Winner for Best Original Song. Nella sua lista 11 Highest-Charting Songs From Disney Movies, l'autrice Nicole James di Fuse ha scritto che la versione di Dion-Bryson ha raggiunto la top 10, salendo alla n. 9 delle classifiche (ma n. 1 nei nostri cuori). Lo stesso sito web incluse la versione pop nella lista Top 20 Disney Songs by Pop Stars.
IGN posizionò la scena della sala da ballo del film La bella e la bestia alla numero 83 nella classifica dei 100 più grandi momenti della storia del cinema. Total Film ha classificato la scena al nono posto nella lista dei 50 film Disney più belli. Nell'articolo di Den of Geek, Le 12 scene di ballo più memorabili nei film, la sequenza del ballo de La bella e la bestia è stata classificata al quinto posto. GamesRadar ha incluso la scena anche nella classifica de Le 50 sequenze di danza dei film più belle, con l'autrice Kim Sheehan che la definisce "la più commovente e romantica della maggior parte dei balli live-action". ONTD classificò la canzone al secondo posto nell'articolo The Top 25 Disney Songs of All Time, scrivendo del suo "tocco vintage ... pieno di vita e originalità", la "sorprendente efficacia" della performance di Angela Lansbury e "l'accattivante animazione sullo schermo". La canzone è stata elencata ottava nell'articolo di Metro, Ranked – the top 20 Disney songs ever, dello scrittore Duncan Lindsay che commenta "... questa sequenza di ballo con le splendide tonalità di Angela Lansbury è stata una delle più romantiche della Disney. Che canzone."

## Beauty and the Beast(versione di Céline Dion e Peabo Bryson)

### Antefatti e registrazione del tema
Con grande sorpresa della Disney, il film La bella e la bestia ricevette tre nomination agli Oscar per la migliore canzone originale. Per evitare di dividere gli elettori dell'Academy e prevenire un pareggio, la Disney decise di promuovere la canzone-tema del film prima degli altri candidati Belle e Stia con noi, rilasciando Beauty and the Beast come singolo, simile al modo in cui la Universal Pictures pubblicò Somewhere Out There dal film d'animazione Fievel sbarca in America come singolo nel 1986. Per coincidenza, Ashman e Menken avevano scritto la canzone in modo che potesse potenzialmente sperimentare il successo al di fuori del film stesso. Anche se l'interpretazione di Angela Lansbury fu molto apprezzata, fu considerata inadatta per una distribuzione commerciale o per una trasmissione radiofonica. Così lo studio decise di rendere Beauty and the Beast la prima canzone Disney da arrangiare in una versione pop per i titoli di coda del film. Menken si riferì a un'esperienza che avrebbe avuto un "punto di svolta" nella sua carriera perché fu anche la prima volta che una delle sue composizioni avesse subito una tale trasformazione. Il produttore Walter Afanasieff fu assunto per produrre la versione pop della canzone, che arrangiò con il musicista Robbie Buchanan. Menken elogiò Afanasieff per aver prodotto con successo la canzone.
L'attrice e cantante Paige O'Hara, che ha prestato la voce al personaggio di Belle, è stata tra i primi artisti a esprimere interesse per la registrazione della versione pop di Beauty and the Beast, ma la Disney l'ha scartò per avere uno stile "troppo Broadway". Incapace di permettersi di assumere un "grande cantante" al momento, la Disney decise di assumere la nuova rivelazione discografica canadese Céline Dion. Dato che al momento era relativamente sconosciuta al pubblico americano, lo studio dubitava che la Dion avrebbe avuto un grande impatto negli Stati Uniti da sola e successivamente ingaggiò uno dei più famosi cantanti americani, Peabo Bryson, per registrare la canzone insieme a lei in duetto. La Disney contattò il manager della Dion, René Angélil, per chiedere alla sua assistita di registrare il tema del film, mentre Céline era in tour in Inghilterra. Appassionato della musica della cantante canadese, Menken scrisse personalmente alla Dion una lettera di approvazione.
Originaria della provincia franco-canadese del Québec, Céline Dion aveva appena iniziato i suoi studi per imparare l'inglese. All'inizio la Dion fu riluttante a impegnarsi nel progetto a causa del recente scarto dalla registrazione di Dreams to Dream, la sigla del film d'animazione Fievel conquista il West (1991), a favore della cantante americana Linda Ronstadt, che in precedenza ebbe un grande successo con la sua interpretazione di Somewhere Out There in duetto con James Ingram. La Ronstadt, che fu la prima scelta del produttore Steven Spielberg, accettò di registrare Dreams to Dream dopo aver ascoltato la demo di Céline Dion. Devastata dal suo licenziamento, la Dion alla fine accettò di registrare Beauty and the Beast dopo essersi commossa dall'ascoltato della performance di Angela Lansbury. Nel frattempo, Bryson fu coinvolto nel progetto tramite il vicepresidente senior della Walt Disney Records, Jay Landers, che all'epoca era amico di Chris Montan, presidente della Walt Disney Pictures. Gli strumenti per la base della canzone furono registrati per la prima volta ai Plant Recording Studios in California. In seguito, i cantanti registrarono rapidamente le loro voci ai Power Station Studios di New York nel lungo weekend del Labor Day, mentre il mixaggio fu completato ai Plant Recording Studios. La canzone fu rilasciata come unico singolo dalla colonna sonora del film, in cui la canzone appare accanto alla versione della Lansbury, il 25 novembre 1991.

### Composizione del brano
Il singolo è una ballad pop che dura in totale quattro minuti e tre secondi. Inizia nella tonalità di Fa maggiore con un tempo moderatamente lento di 72 battiti al minuto, prima di modularsi in Re maggiore, poi in Sol maggiore e termina in Mi maggiore. L'orchestrazione della "canzone pop resa conservativamente", come descritto da Filmtracks, include un oboe elettrico, una tastiera, un sintetizzatore e una chitarra acustica. Inoltre, la strumentazione "jazz" della canzone fa molto affidamento sulla batteria, uno strumento che è notevolmente assente dal resto della colonna sonora. Secondo Molly Lambert di Grantland, la traccia è "un'immensa downtempo ... ballad" che evoca lo "stile high-tech degli inizi degli anni '90", mentre Molly Horan di Refinery29 lo descrive come un lento inceppamento. Secondo Brad Webber del Chicago Tribune, la voce di Céline Dion e di Peabo Bryson è "risonante e multipla". Il verso di apertura "Tale as old as time" è preceduto da un ad libitum della Dion ("Ooh"). Sono state riscontrate delle somiglianze tra la canzone de La bella e la bestia e Somewhere Out There del film d'animazione Fievel conquista il West.

### Videoclip musicale
La sessione di registrazione di Céline Dion e Peabo Bryson ai Power Station Studios fu filmata e successivamente aggiunta a varie scene del film per creare un videoclip musicale, diretto da Dominic Orlando. Il video fu presentato in anteprima sul canale musicale VH-1, trasmettendolo quindi ad un pubblico che non era abituato a vedere dei personaggi animati apparire nel bel mezzo della loro normale programmazione

### Accoglienza

#### Recensioni da parte della critica
A differenza della versione originale di Angela Lansbury, il singolo Dion-Bryson ottenne delle recensioni generalmente contrastanti; i critici generalmente preferirono la versione dell'attrice rispetto a quella dei due cantanti. Filmtracks.com scrisse che la performance della Dion "ha fatto desiderare a molti fan di essere stata assunta come solista". Arion Berger di Entertainment Weekly elogiò la voce di Céline, descrivendo Beauty and the Beast come "una vetrina perfetta per quello che è". "Estremamente efficace", scrisse Irving Tan di Sputnikmusic riguardo al duetto, lodando il singolo, scrisse, "poiché l'interezza del film è incentrata sulla chimica tra Bryson e Dion, facendo sì che la coppia faccia fuori il proprio incarico". Jeff Benjamin di Fuse descrisse la canzone come "un duetto fantastico". Tuttavia, Brad Webber del Chicago Tribune stroncò l'interpretazione definendola "dolorosamente dolce, dal libro ... standard" che "tradisce il talento della Dion", mentre su The Star, Michael Cheang oaccusò il singolo di essere "troppo lavorato". I critici espressero la loro preferenza per la performance della Lansbury; lodando la versione cinematografica, Andrew Unterberger di Spin liquidò il singolo come "insopportabilmente stuccoso". Allo stesso modo, Kristian Lin di Fort Worth Weekly stroncò il singolo mentre si complimentava con la versione di Angela, consigliando al pubblico di "uscire dal teatro prima che Céline Dion e Peabo Bryson macellino il tema del film nei titoli di coda" mentre Dan Caffrey di Consequence of Sound disse che "è un peccato che la versione più conosciuta di Beauty and the Beast sia quella cantata da Céline Dion e Peabo Bryson in contrapposizione a quella cantato da Angela Lansbury".

#### Successo commerciale
Beauty and the Beast funzionò molto bene a livello commerciale, posizionandosi sulle classifiche di tutto il mondo. La canzone raggiunse la nona posizione della Billboard Hot 100 in America, diventando la seconda hit di Céline Dion nella classifica dopo Where Does My Heart Beat Now. La canzone raggiunse anche il terzo posto nella classifica Billboard Hot Adult Contemporary Tracks. In Canada secondo The Record, Beauty and the Beast raggiunse la posizione numero due, mentre nella RPM 100 Hit Tracks raggiunse la posizione numero ventitré. Il singolo raggiunse anche la prima posizione della RPM 40 Adult Contemporary. Al di fuori del Nord America, il singolo raggiunse le top ten delle classifiche di Nuova Zelanda e Regno Unito, mentre in Australia, Paesi Bassi e Irlanda raggiunse le top 20.
La canzone in totale ha venduto oltre un milione di copie in tutto il mondo.

#### Premi e riconoscimenti
Ai 35° Grammy Award, Beauty and the Beast permette a Céline Dion e Peabo Bryson di vincere un Grammy per la migliore performance pop vocale di un duo o gruppo, per entrambi fu il primo Grammy Award vinto nelle loro carriere. Inoltre, la canzone fu candidata anche nelle categorie Registrazione dell'Anno e Canzone dell'Anno, entrambe vinte da Tears in Heaven di Eric Clapton. In Canada, Beauty and the Beast vince un Juno Award come Singolo dell'Anno, battendo If You Asked Me To della stessa Dion. Nel 1993 Beauty and the Beast vince anche un ASCAP Film and Television Music Award e ASCAP Pop Award come Canzone più rappresentata negli Stati Uniti. Premiando la versione di Dion-Bryson con una "A", Grantland ha classificato la canzone al secondo posto della nel suo articolo Counting Down the Top 10 in ... KIDS MUSIC!, mentre Refinery29 l'ha classificò quinta nella classifica The Top 10 Greatest Disney Cover Songs. AXS incluse Beauty and the Beast nella classifica dei Cinque migliori testi o versi delle canzoni di Céline Dion.

### Interpretazioni dal vivo
Agli Academy Award del 1992, Angela Lansbury, Céline Dion e Peabo Bryson cantarono una combinazione di entrambe le versioni del tema, supportato da due ballerini travestiti da Belle e la Bestia. Céline e Peabo duettarono anche alla 35ª edizione dei Grammy Award, World Music Award, American Music Award, Wogan, The Tonight Show, e Top of the Pops. Il duo si riunì nel 1996 per cantare Beauty and the Beast per lo speciale televisivo Oprah in Disneyland, mentre la Lansbury fornì un'esibizione per il 25º anniversario del film. Ognuno dei 3 rispettivi artisti eseguì la canzone in vari concerti futuri durante la loro carriera, al di fuori del contesto del film Disney. Ad esempio, Angela Lansbury cantò anche durante il concerto di Natale del 2002 con il Mormon Tabernacle Choir. Allo stesso modo, la Dion e Bryson duettarono al concerto tributo JT Super Producers 94 a David Foster, e anche durante il tour di Céline The Color of My Love Tour del 1994-95, sebbene abbiano anche cantato spesso con diversi partner. Il brano fu cantato dalla Dion anche con Tommy Körberg, Brian McKnight, Terry Bradford, Maurice Davis, Barnev Valsaint, e René Froger tra gli altri; mentre Peabo cantò con Coko e Regine Velasquez.

### Formati e tracce
CD Singolo (Stati Uniti) (Epic: ESK 74090)
1. Beauty and the Beast (from The Original Motion Picture Soundtrack) – 3:30 (testo: Howard Ashman – musica: Alan Menken)

CD Singolo (Europa) (Columbia: 657660 2)
1. Beauty and the Beast (from The Original Motion Picture Soundtrack) – 3:57 (testo: Ashman – musica: Menken)
2. The Beast Lets Belle Go (Instrumental) – 2:19 (musica: Menken)

CD Singolo (Regno Unito) (Epic: 657660 2; Epic: XPCD183)
1. Beauty and the Beast (from The Original Motion Picture) – 3:57 (testo: Ashman – musica: Menken)
2. The Beast Lets Belle Go (Instrumental) – 2:19 (musica: Menken)

CD Singolo Limited Edition (Regno Unito) (Epic: 657660 5)
1. Beauty and the Beast (from The Original Motion Picture) – 3:57 (testo: Ashman – musica: Menken)
2. The Beast Lets Belle Go (Instrumental) – 2:19 (musica: Menken)

CD Singolo (Australia) (Epic: 657660 2)
1. Beauty and the Beast (from The Original Motion Picture) – 3:57 (testo: Ashman – musica: Menken)
2. The Beast Lets Belle Go (Instrumental) – 2:19 (musica: Menken)

CD Singolo (Giappone) (Epic Soundtrax: ESDA 7093)
1. Beauty and the Beast (from The Original Motion Picture) – 3:57 (testo: Ashman – musica: Menken)
2. The Beast Lets Belle Go (Instrumental) – 2:19 (musica: Menken)

CD Maxi Singolo (Canada) (Columbia: 44K 74090)
1. Beauty and the Beast (from The Original Motion Picture) – 3:57 (testo: Ashman – musica: Menken)
2. The Beast Lets Belle Go (Instrumental) – 2:19 (musica: Menken)
3. Des mots qui sonnent – 3:55 (testo: Luc Plamondon – musica: Aldo Nova, Marty Simon)
4. Délivre-moi (Live) – 3:25 (Eddy Marnay, E. G. Daily, Harold Faltermeyer)

LP Singolo 7" (Stati Uniti) (Epic: 34-74090)
1. Beauty and the Beast (from The Original Motion Picture Soundtrack) – 3:57 (testo: Ashman – musica: Menken)
2. The Beast Lets Belle Go (Instrumental) – 2:19 (musica: Menken)

LP Singolo 7" (Europa) (Columbia: 657660 7)
1. Beauty and the Beast (from The Original Motion Picture) – 3:57 (testo: Ashman – musica: Menken)
2. The Beast Lets Belle Go (Instrumental) – 2:19 (musica: Menken)

LP Singolo 7" (Regno Unito) (Epic: 657660 7)
1. Beauty and the Beast (from The Original Motion Picture) – 3:57 (testo: Ashman – musica: Menken)
2. The Beast Lets Belle Go (Instrumental) – 2:19 (musica: Menken)

LP Singolo Promo 7" (Italia) (Columbia: JC15317)
1. Céline Dion & Peabo Bryson – Beauty and the Beast (from The Original Motion Picture Soundtrack) – 4:04 (testo: Ashman – musica: Menken)
2. Fiorella Mannoia – Il cielo d'Irlanda – 4:12 (Massimo Bubola)

LP Singolo Promo 7" (Filippine) (Walt Disney Records: WDR-0002)
1. Beauty and the Beast (from The Original Motion Picture) – 3:57 (testo: Ashman – musica: Menken)
2. Beauty and the Beast (from The Original Motion Picture) – 3:57 (testo: Ashman – musica: Menken)

LP Maxi Singolo 12" (Europa) (Columbia: 657660 6)
1. Beauty and the Beast (from The Original Motion Picture) – 3:57 (testo: Ashman – musica: Menken)
2. The Beast Lets Belle Go (Instrumental) – 2:19 (musica: Menken)

LP Singolo Promo 12" (Messico) (Walt Disney Records: PRWD-5001)
1. Beauty and the Beast (from The Original Motion Picture) – 3:57 (testo: Ashman – musica: Menken)
2. Beauty and the Beast (from The Original Motion Picture) – 3:57 (testo: Ashman – musica: Menken)

MC Singolo (Stati Uniti) (Epic: 34T 74090)
1. Beauty and the Beast (from The Original Motion Picture) – 3:57 (testo: Ashman – musica: Menken)
2. The Beast Lets Belle Go (Instrumental) – 2:19 (musica: Menken)

MC Singolo (Canada) (Columbia: 38T 74090)
1. Beauty and the Beast (from The Original Motion Picture) – 3:57 (testo: Ashman – musica: Menken)
2. The Beast Lets Belle Go (Instrumental) – 2:19 (musica: Menken)

MC Singolo (Europa; Regno Unito) (Epic: 657660 8)
1. Beauty and the Beast (from The Original Motion Picture) – 3:57 (testo: Ashman – musica: Menken)
2. The Beast Lets Belle Go (Instrumental) – 2:19 (musica: Menken)

MC Singolo (Australia) (Epic: 657660 4)
1. Beauty and the Beast (from The Original Motion Picture) – 3:57 (testo: Ashman – musica: Menken)
2. The Beast Lets Belle Go (Instrumental) – 2:19 (musica: Menken)

### Classifiche

#### Classifiche settimanali
| Classifica (1992-1993)                                | Posizione massima raggiunta |
| ----------------------------------------------------- | --------------------------- |
| Australia (ARIA)                                      | 17                          |
| Belgio Fiandre (Ultratop 50)                          | 36                          |
| Canada (RPM 100 Top Singles)                          | 23                          |
| Canada (RPM 40 Adult Contemporary)                    | 1                           |
| Canada (The Record's Retail Singles Chart)            | 2                           |
| Europa (Eurochart Hot 100 Singles)                    | 27                          |
| Giappone (Oricon Singles Chart)                       | 67                          |
| Irlanda (IRMA)                                        | 12                          |
| Nuova Zelanda (The Official NZ Music Charts)          | 8                           |
| Paesi Bassi (Dutch Top 40)                            | 18                          |
| Paesi Bassi (Single Top 100)                          | 20                          |
| Regno Unito (Official Singles Chart Top 75)           | 9                           |
| Stati Uniti (Billboard Hot 100)                       | 9                           |
| Stati Uniti (Billboard Hot Adult Contemporary Tracks) | 3                           |

#### Classifiche di fine anno
| Classifica (1992)                                      | Posizione |
| ------------------------------------------------------ | --------- |
| Canada (RPM Top 100 Adult Contemporary tracks of 1992) | 1         |
| Nuova Zelanda (Recorded Music NZ)                      | 46        |
| Paesi Bassi (Dutch Top 40)                             | 157       |
| Stati Uniti (Billboard Hot 100)                        | 64        |
| Stati Uniti (Billboard Hot Adult Contemporary Tracks)  | 7         |

### Crediti e personale
Registrazione
- Registrato ai Power Station Studios di New York City
- Mixato ai Plant Recording Studios di Sausalito (CA)

Personale
- Arrangiato da - Walter Afanasieff, Robbie Buchanan
- Mixato da - Michael Farrow
- Musica di - Alan Menken
- Produttore - Walter Afanasieff
- Programmato da - Ren Klyce, Carmen Rizzo, Dan Shea
- Testi di - Howard Ashman

### Cronologia di rilascio
| Paese       | Data          | Formato                                |
| ----------- | ------------- | -------------------------------------- |
| Australia   | 1991          | CD • Musicassetta                      |
| Canada      | 1991          | CD Maxi • Musicassetta                 |
| Europa      | 1991          | CD • Musicassetta • Vinile (7"), (12") |
| Giappone    | 8 aprile 1992 | CD Mini                                |
| Italia      | 1992          | Vinile (7")                            |
| Regno Unito | 1991          | CD • Musicassetta • Vinile (7")        |
| Stati Uniti | 1991          | Musicassetta • Vinile (7")             |

## La bella e la bestia(versione di Gino Paoli e Amanda Sandrelli)
Nel 1992, con l'uscita del film La bella e la bestia, in Italia fu pubblicato anche l'adattamento in italiano del singolo Beauty and the Beast, intitolato La bella e la bestia ed eseguito dal cantautore italiano Gino Paoli, autore dei testi in italiano del brano, in duetto con sua figlia Amanda Sandrelli.

## Beauty and the Beast(versione di Ariana Grande e John Legend)
Ariana Grande e John Legend in occasione dell'uscita nelle sale cinematografiche del live-action La bella e la bestia nel 2017, realizzarono una cover di Beauty and the Beast. Il brano viene pubblicato come singolo in tutto il mondo il 3 febbraio 2017.

## Cover di altri interpreti
Nel 1993 la cantante jazz Chris Connor registrò una cover di Beauty and the Beast per il suo album My Funny Valentine. Nel 1998 O'Hara registrò anch'ella una sua versione di Beauty and the Beast per il suo album Dream with Me. Ciò segnò la prima registrazione di O'Hara, anche se lei cantò diverse cover più volte dal vivo. Billboard recensì positivamente la performance di O'Hara, scrivendo che l'attrice "fornisce ad ogni canzone il giusto tocco giovanile e gentile". Nel 2000 il cantante Kenny Loggins cantò la canzone nell'album di musica per bambini More Songs from Pooh Corner. Nel 2002 il gruppo musicale Jump5 realizzò una cover di Beauty and the Beast per l'album compilation della Walt Disney Records, Disneymania e fu realizzato anche un videoclip musicale, rilasciato più tardi nello stesso anno e incluso come traccia bonus nella Platinum Edition del DVD, Beauty and the Beast: Special Edition. Appartenente a un segmento noto come Chip's Fun and Games - For the Young at Heart, il videoclip mostra il gruppo che esegue la loro l'interpretazione "bouncy" teen pop della canzone mescolata ad alcune scene del film. Lauren Duca di The Huffington Post descrisse la cover uptempo del gruppo come "ridicolmente pop anni '90". Nel frattempo, il duo musicale H & Claire registrò la canzone per la Platinum Edition del film pubblicata nel Regno Unito, definita da Betty Clarke di The Guardian "noiosa".
Nella compilation a tema country The Best of Country Sing the Best of Disney (2006), Beauty and the Beast è cantata dalla band country Diamond Rio. Per la riedizione Diamond Edition del film pubblicata nel 2010, la cantante Jordin Sparks registrò una versione R&B di Beauty and the Beast, pubblicata su iTunes a settembre. Un video musicale diretto da Philip Andelman fu incluso nella riedizione come traccia bonus, parte del segmento "Music and More" del disco. Il video mostra la Sparks che canta Beauty and the Beast in un castello. Nel 2011 la cantante eseguì la sua versione della canzone al concerto A Capitol Fourth in occasione del 30º anniversario televisivo dell'Independence Day. Si ritiene che la cover del brano abbia avviato la graduale transizione della cantante dalla musica al cinema. La compilation Eurobeat Disney pubblicata nel 2010 presenta una cover registrata in stile Eurobeat dalla cantante italiana Domino. Nel 2014 gli attori Clare Bowen e Sam Palladio interpretarono Beauty and the Beast per lo speciale televisivo Backstage with Disney on Broadway: Celebrating 20 Years, che documentava lo sviluppo di otto musical Disney di Broadway. Entrambi conosciuti per i loro ruoli nel film drammatico televisivo Nashville, Bowen, fan del film La bella e la bestia, arrangiò la cover per soddisfare la visione dei produttori dei documentari, che "cercavano interpreti in grado di offrire interpretazioni inaspettate dei brani ormai familiari." Hilary Lewis di The Hollywood Reporter scrisse che la versione di Bowen e Palladio "è più spoglia" rispetto alle versioni di Lansbury e Dion-Bryson. La canzone è stata trattata più volte come parte della serie di album We Love Disney. We Love Disney France (2013) presenta una cover dei cantanti Garou e Camille Lou mentre We Love Disney Australia (2014) presenta una cover del gruppo pop operistico Sole Mio (2014). We Love Disney Indonesia (2015) presenta una cover di Chilla Kiana, mentre We Love Disney Latino (2016) presenta una cover di Jencarlos e Paula Rojo.
La canzone appare nell'adattamento musicale del film di Broadway, presentato per la prima volta nel 1994. Quando la canzone fu trasmessa per la prima volta a Broadway, c'erano al momento pochi musical di Broadway che presentavano ballad sentimentali. Originariamente cantata dal vivo dall'attrice Beth Fowler nei panni di Mrs. Bric, Beauty and the Beast fu inclusa nell'album Beauty and the Beast: Original Cast Broadway Recording del musical, sempre eseguito da Fowler. Mentre l'accoglienza dei critici verso il musical era mistya, John Simon di New York raccomandava a Fowler "di riscaldare e illuminare il suo materiale". Nel campo delle competizioni per i talent show, Beauty and the Beast fu pubblicato su The Voice Australia dai concorrenti Lionel Cole e Sabrina Batshon nel 2014. Candice Barnes di The Sydney Morning Herald recensì la cover dicendo che "la canzone si adatta meglio a Sabrina" mentre era "troppo alta" per Cole, alla fine accusando entrambi i concorrenti di "aver distrutto una delle migliori canzoni di Disney con la loro ginnastica vocale".
Nel 1998 una versione della canzone, intitolata Beauty and the Bees, fu realizzata per il film 3D It's Tough to be Bug's in coda al Disney's Animal Kingdom e al Disney California Adventure Park. La canzone, scritta da Bruce Broughton e George Wilkins, fu pubblicata nell'album The Legacy Collection: Disneyland. Nel 2017 la band D-Metal Stars registrò una cover Heavy Metal della canzone inserita nell'album Metal Disney con Mike Vescera e Rudy Sarzo.

## Impatto artistico
Il successo generale de La bella e la bestia è stato parzialmente attribuito alla popolarità della canzone. Andrew Unterberger di Spin ritiene che la canzone "stabilisca il modello per il tema d'amore tremante nei film Disney degli anni '90". Beauty and the Beast è stata la prima canzone Disney a subire un completo ri-arrangiamento pop per scopi commerciali. Dopo il successo della Disney La Sirenetta rivisitato poi nel musical Disney nel 1989, Gary Trust di Billboard stabilì che "una volta che Beauty and the Beast fu pubblicato nel 1991... la Disney stava dominando le classifiche come mai prima d'ora". Il singolo concluse un periodo di assenza che va dagli anni '60 agli anni '90 dei successi della Disney dalle classifiche; grazie ad artisti popolari come Elton John, Vanessa Williams, Michael Bolton, Christina Aguilera e Phil Collins che hanno sperimentato vari gradi di successo con le loro registrazioni pop di canzoni Disney pubblicate nel decennio. Quando una Aguilera, allora sconosciuta, fu selezionata per registrare una versione pop di Reflection dal film Disney Mulan del 1998, si sentì onorata di "essere in un'azienda meravigliosa" come accade per la Dion. Scrivendo per Sputnikmusic, Irving Tan scrisse che "Anche se il premio Oscar del 1992 per la miglior canzone originale è qualcosa di un vecchio castagno a questo punto, ne vale ancora la pena ripeterlo - soprattutto perché è molto probabilmente il più famoso di tutti i temi commissionati da Walt Disney Studios."
Bill Gibron di PopMatters ritiene che la canzone "abbia dimostrato che i disegni a penna e inchiostro che hanno guidato la compagnia per quasi 80 anni potrebbero trascendere il genere e trasformarsi in qualcosa di riproduttivo... qualcosa di speciale ... qualcosa di sensazionale". La sequenza della sala da ballo continua ad essere tenuta in grande considerazione come uno dei successi coronati dalla Disney. Famoso per aver combinato con successo la profondità volumetrica con personaggi animati danzanti, la scena è ora venerata dalla critica cinematografica come un momento classico, rivoluzionario e iconico nella storia dell'animazione, responsabile di "un cambiamento del gioco" dell'animazione contemporanea. Gaye Birch di Den of Geek definì la scena come un punto di riferimento della Disney perché i suoi risultati erano "visivamente impressionanti in un modo che non avevamo mai sperimentato in un film della Disney". Huw Evans della Bournemouth University definì la scena come "molto probabilmente il miglior pezzo di animazione fatto su qualsiasi film". Nell'uso pioneristico della sequenza di immagini generate al computer, Annie Ellingson di Paste scrisse che la sala da ballo era "Innovativo all'epoca per comporre personaggi disegnati a mano su uno sfondo generato dal computer per consentire drammatiche riprese di camera". Allo stesso modo su Empire, Helen O'Hara scrisse che la scena "spianasse la strada al nuovo stile digitale di animazione". Mike Scott di The Times-Picayune ritiene che "la scena è il responsabile del successo dei successivi film animati dalla Pixar", concludendo che "la calda reazione a quella singola scena servirebbe come trampolino di lancio per l'industria dell'informatica... ed è un duro colpo all'animazione disegnata a mano." Nella sua recensione del 1995 di Toy Story, il critico cinematografico Roger Ebert incoraggiò il pubblico a rivedere la sequenza della sala da ballo del film La bella e la bestia per comprendere meglio la tecnologia usata per il nuovo film animato al computer". Secondo l'autore di Moving Innovation: A History of Computer Animation, Tom Vito, la sceneggiatura "ha fatto sì che molti scettici di Hollywood iniziassero a considerare seriamente la CG, ispirando gli ex dirigenti esecutivi "ostili" a perseguire la nuova forma d'arte. Inoltre, la scena è anche apprezzata come una sequenza di danza. Adam Castaneda di Houston Press l'ha definita "una delle sequenze di danza più belle della storia del cinema". Nel 2012 l'architetto Mehruss Jon Ahi e il regista Armen Karaoghlanian progettarono una planimetria precisa della sala da ballo, che fu pubblicata su Daily Mail. Il vestito a campana dorato che Belle indossa nella scena è venerato come un'icona; Vogue la classificato tra i vestiti più famosi della storia.

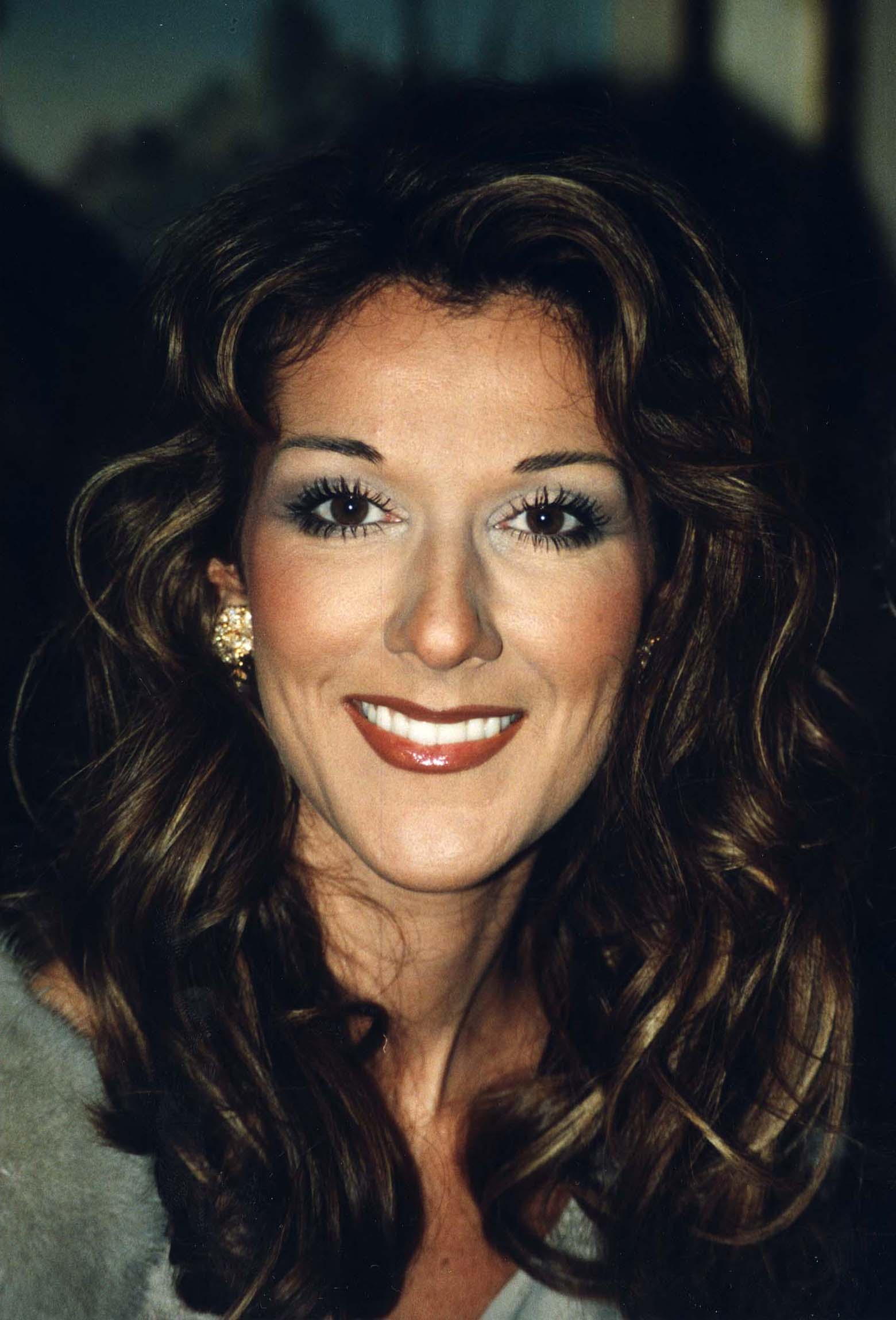
Il successo di Beauty and the Beast affermò la cantante canadese Céline Dion come artista di livello internazionale.

Beauty and the Beast: Original Motion Picture Soundtrack continua a essere ricordata per la produzione del singolo Dion-Bryson, che si affermò come un classico istantaneo. Si ritiene che il successo della canzone abbia affermato la Dion come un artista di successo commerciale. Prima di accettare di registrare Beauty and the Beast, Céline Dion fu scartata dalla registrazione della canzone del film Fievel conquista il West in favore della più nota Linda Ronstadt. Sebbene entrambi i singoli siano stati pubblicati nello stesso periodo, il successo della canzone della Dion infine eclissò Dreams to Dream della Ronstadt. Biography.com si è riferito a Beauty and the Beast come la "vera svolta della Dion nella musica pop". Secondo Lifetime, la canzone "ha cementato il suo successo internazionale" mentre People scrisse che l'uscita di Beauty and the Beast è stata quando la cantante divenne veramente "globale". Sulla scia del successo del tema d'amore del film Disney, i giovani fan che non avevano ancora imparato il nome di Céline si riferivano semplicemente a lei con il nome del brano. Il successo commerciale di Beauty and the Beast alla fine fruttò alla Dion un contratto di registrazione da 10 milioni di dollari con la Sony Music International; la canzone fu inclusa nel famoso album omonimo di Céline Dion, come "pietra angolare" del disco. Il cantante americano Prince rimase così toccato dalla performance della Dion su Beauty and the Beast dopo averla ascoltata alla radio che le scrisse personalmente una canzone per lei da includere nell'album. Secondo Filmtracks.com, Beauty and the Beast offrì "a Céline Dion un'apparizione in una canzone di un mega film". Evidentemente la cantante registrò le canzoni tema di numerosi film di successo tra cui When I Fall in Love di Insonnia d'amore (1993), Because You Loved Me di Qualcosa di personale (1996) e infine la sua canzone simbolo My Heart Will Go On del colossal Titanic (1997). Beauty and the Beast è apparso in molti greatest hits di Céline Dion, mentre la cantante ritorna alla Disney come ospite speciale in varie parti di alcune ristampe del film La bella e la bestia.
Oltre a istituirsi come artista discografico main-stream, Peabo Bryson tornò alla Disney in due diverse occasioni per registrare le versioni pop di A Whole New World e As Long As There's Christmas, rispettivamente le canzoni tema dei film d'animazione Aladdin (1992) e La bella e la bestia: Un magico Natale (1997), entrambi cantate in duetti. Sebbene A Whole New World abbia avuto molto successo, Beauty and the Beast rimane il successo più grande per il cantante. Bryson ha incluso il brano in alcuni dei suoi album di raccolta, tra cui Through the Fire (1994) e Super Hits (2000). Nel frattempo, Walter Afanasieff avrebbe continuato a produrre diversi singoli Disney, tra cui A Whole New World di Aladdin, per il quale si è riunito con Bryson, e Go the Distance dal film Hercules (1997). Nel 2004 Bryson fu costretto dall'International Revenue Service (IRS) a mettere all'asta molti dei suoi oggetti personali per aiutare a rimborsare il dipartimento fiscale del cantante di 1,2 milioni di dollari, tra cui i suoi Grammy Award vinti per Beauty and the Beast e A Whole New World. Il Grammy di quest'ultima canzone fu acquistato da un amico e restituito al cantante, mentre il Grammy per la miglior performance pop vocale di un duo o gruppo vinto per Beauty and the Beast è stato infine venduto ad un estraneo per 15.500 dollari.
Sia il film della canzone che le singole versioni sono state incluse in diverse compilation pubblicate dalla Disney, tra cui The Music of Disney: A Legacy in Song (1992), Classic Disney: 60 Years of Musical Magic (1995), Disney's Superstar Hits (2004), Ultimate Disney Princess (2006), The Best Disney Album in the World ...Ever! (2006) e Now That's What I Call Disney (2011). Nel 2005 l'attrice e cantante Julie Andrews, leggenda di Disney, incluse la versione di Beauty and the Beast di Angela Lansbury nel suo album Julie Andrews Selects Her Favorite Disney Songs, sebbene la canzone non è non cantata da lei stessa; l'album è semplicemente una raccolta delle canzoni Disney preferite dalla Andrews.

### Parodie ispirate al brano
L'episodio pilota della serie televisiva animata The Critic ha visto una "satira musicale" della durata di un minuto della sequenza della sala da ballo del film La bella e la bestia intitolato Beauty and King Dork, scritto e composto dallo scrittore dei Simpsons, Jeff Martin. Nel contesto dell'episodio, il protagonista poco attraente Jay Sherman si innamora di una bella attrice di nome Valerie, e questa canzone viene eseguita mentre ballano nel suo appartamento dove un aspirapolvere concordante e un gabinetto cantano una serenata. AnimatedViews lo ha ritenuto "un'interpretazione immediata" grazie al suo uso di mobili canori e di sfondi "generosi" in CGI. Hollywood.com lo ha inserito nel suo articolo The Best Parodies of Disney Songs from Cartoons, scrivendo "è veloce, ma l'inclusione di pulitori canterini, riferimenti a Mork e Mindy, e i tentativi di Jay Sherman di nascondere i testi imbarazzanti rendono una delle migliori gag della lista." Era il "numero musicale preferito "di TelevisionWithoutPity della serie. Slant Magazine l'ha vista come una "parodia esasperante". CantStopTheMovies ha detto che la "scena piacevole" è stata "un po' grossolana" a causa della toilette cantarina, ma aveva per lo più testi "piuttosto grandi".
Nel film fantasy Disney Come d'incanto (2007), la ballad di Jon McLaughlin, So Close funge da riferimento "deliberato" alla canzone e alla scena de La bella e la bestia. Poiché il regista Kevin Lima aveva sempre voluto ricreare la cinematografia esposta nella sequenza del ballo di Belle e Bestia in live-action, è stata girata un'intera sequenza di danza per adattarla alla sua visione. Oltre a essere composto da Alan Menken, metà degli autori del film, So Close è stato arrangiato da Robbie Buchanan, che ha arrangiato il singolo cantato da Dion e Bryson.
In un duetto con Jimmy Fallon, la cantante americana Ariana Grande ha impersonato Céline Dion mentre eseguiva Beauty and the Beast dal vivo nel talk show del comico nel 2015. La rivista M Magazine lo giudicò "sorprendente", mentre 2DayFM disse "il canto è così buono da darmi la pelle d'oca". SugarScape l'ha ritenuto "piuttosto divertente e sorprendentemente carino". Billboard scrisse che il duo "ha dato il proprio giro" alla canzone, e che ha "inchiodato la sua impressione di Céline". NineMSN lo definì una "resa perfetta", mentre Access Hollywood disse che aveva cantato la canzone come una diva.
La sequenza del ballo è stata parodiata anche in un episodio de I Griffin.